# Unione Sportiva Molfetta 1955-1956
Questa voce raccoglie le informazioni riguardanti l'Unione Sportiva Molfetta nelle competizioni ufficiali della stagione 1955-1956.

## Rosa
| N. |                   | Ruolo | Calciatore               |
| -- | ----------------- | ----- | ------------------------ |
|    | Italia (bandiera) | D     | Carmine Antonelli        |
|    | Italia (bandiera) | C     | Celeste Berto            |
|    | Italia (bandiera) | A     | Natale Casisa            |
|    | Italia (bandiera) | A     | Bruno Cimpanelli         |
|    | Italia (bandiera) | A     | Andrea Colombo           |
|    | Italia (bandiera) | A     | Giuseppe Costa           |
|    | Italia (bandiera) | C     | Anselmo De Ceglia        |
|    | Italia (bandiera) | A     | Francesco Massarelli     |
|    | Italia (bandiera) | D     | Alberto Milli (capitano) |
|    | Italia (bandiera) | C     | Vito Montrone            |

| N. |                   | Ruolo | Calciatore        |
| -- | ----------------- | ----- | ----------------- |
|    | Italia (bandiera) | P     | Silvano Palestini |
|    | Italia (bandiera) | A     | Mario Pattarozzi  |
|    | Italia (bandiera) | A     | Cesare Peruzzi    |
|    | Italia (bandiera) | C     | Bruno Romanazzi   |
|    | Italia (bandiera) | C     | Giuliano Rubini   |
|    | Italia (bandiera) | D     | Ugo Rugiero       |
|    | Italia (bandiera) | C     | Sergio Sala       |
|    | Italia (bandiera) | P     | Luciano Taddio    |
|    | Italia (bandiera) | C     | Pasquale Trabucco |
|    | Italia (bandiera) | D     | Bruno Volponi     |